# Tempio israelitico di Modena
Il tempio israelitico di Modena, chiamato più semplicemente sinagoga, si trova in piazza Mazzini, a poche decine di metri dal palazzo comunale. Fu fatto costruire dalla comunità ebraica di Modena nel 1873, in suggestivo neoclassico.

## L'edificio
Nell’Ottocento avanzato, gli edifici religiosi giudaici a Modena erano ancora le scole e gli oratori, vecchi di due o tre secoli. Quindi, disponendo del cospicuo lascito di Isacco Sacerdoti e di offerte di altri ebrei della città, si decise di costruire un nuovo tempio per i circa mille israeliti modenesi. L’opera fu eseguita dal 1869 al 1873, su progetto di Ludovico Maglietta (lo stesso che ideò la stazione delle ferrovie provinciali di Modena) e decorato all’interno da Ferdinando Manzini. Con il nuovo solenne edificio si voleva ricordare che gli ebrei godevano finalmente delle libertà civili e religiose conquistate con fatica e quindi la grandiosità del tempio è un simbolo esteriore dell’emancipazione ebraica. Non si trattava di un caso isolato nell’Italia post-unitaria: in quello stesso periodo a Firenze, Vercelli, Roma, Milano e Trieste venivano erette sinagoghe imponenti dominanti sull’abitato circostante. Similmente, si iniziò l’edificazione della Mole Antonelliana a Torino nel 1863, in origine destinata a ospitare la locale sinagoga ma il progetto fallì per ristrettezze finanziarie.
Il nuovo tempio di Modena sorse nell’area di piazza Mazzini (già piazza della Libertà fino al 1911) con ingresso su via Coltellini perché doveva orientarsi verso est, essendo quella la direzione di Gerusalemme; pertanto un portico fu abbattuto allo scopo di liberare un po’ di spazio. Alcuni passanti sulla via Emilia, ai primi del Novecento, si lamentavano dell’eccessiva appariscenza dell’edificio ebraico, pur se occultato dai fabbricati che sorgevano nell’area prospiciente, demoliti soltanto nel 1904. Con l’apertura dello slargo, la sinagoga cambiò prospetto, dislocato da via Coltellini sulla piazza e, in epoca fascista, parzialmente nascosto dalle chiome degli alberi piantati nelle aiole prospicienti.
L’edificio è di stile monumentale lombardesco e tutte le sue decorazioni sono a carattere non figurativo come prescrive la legge ebraica. Entrando nel vestibolo, si notano le antiche cassette per l’elemosina rituale mentre, scendendo una scalinata, si giunge nel sotterraneo ove sono localizzati il miqweh (“bagno rituale”) alimentato con acqua sorgiva di pozzo ma non più in uso, un forno per il pane azzimo e il macello per piccoli animali. A piano terra, verso sinistra, si attraversa un altro vestibolo quadrato con il tetto apribile, illuminato da un lucernario, in uso per la festa autunnale di Sukkot (“Capanne”). La sala del tempio è a pianta rettangolare e nel suo punto convergente si trovano l’aron e la tevah. Il primo termine indica l’armadio, uno stipetto dove sono custoditi i rotoli della Torah. La tevah, ossia l’Arca, rappresenta sempre una cavità vuota: una stanza, una scatola, un cesto atto alla custodia e alla protezione. Questo concetto si ricollega alla funzione salvatrice del cesto di bambù che protesse il piccolo Mosè mandato lungo le rive del Nilo. Il concetto di vita e salvezza si lega simbolicamente al significato ermetico del tempio e della cattedrale, intesa anche come vascello. Infatti, in alcune lingue, la parola “vascello” era utilizzata per indicare la navata della cattedrale. Partendo da questo antico concetto, si giunge a ricercare l’idea del divino nell’ultima stanza del tempio, buia e stretta, riservata al più anziano dei sacerdoti che entra in contatto con Dio. Tornando all’aron, esso reca, sopra al mantello detto parokhet, la frase in ebraico Yehovà hu ha-Eloìm (“Yehovah è Dio”) e, ancor più sopra, le Tavole dei Dieci Comandamenti consegnati dal Signore a Mosè sul Sinai. Le dodici colonne che sorreggono il matroneo rappresentano probabilmente le dodici tribù dell’antica Israele. Anche le palme visibili all’esterno, sulle decorazioni della facciata, sono un motivo biblico che si inserisce nell’insieme monumentale. La cupola ellittica sovrastante lo spazio interno principale è dipinta internamente di blu e con le stelle del cielo, secondo uno stile ornamentale accademico. L’organo esistente è fuori uso, danneggiato durante la seconda guerra.
Gli arredi testimoniano la volontà di mantenere viva un’identità religiosa e culturale diversa da quella cristiana. Gli argenti provengono in gran parte da botteghe veneziane del Settecento e della fine del Seicento, altri sono di fattura modenese ottocentesca. Infatti, nel 1839, gli ebrei David e Leone Modena, Zaccaria Foà, Graziadio Levi, Gabriele e Salvatore Urbini ordinarono all’orefice Paolo Ferrari la fabbricazione di una corona e d’alcuni melograni in argento per adornare i rotoli della Torah della scola Grande di via Coltellini. Altri argentieri modenesi (Giacomo Vincenzi, Giovanni Manzini, Rinaldi Rocca e Algeri) furono incaricati della produzione di oggetti sacri che oggi sono in gran parte custoditi nella sinagoga.
Invece un aron del 1472, in legno intagliato, intarsiato e dorato, commissionato da Elchanan di Raphael per un oratorio di Modena, è oggi al Museo di arte e storia del Giudaismo di Parigi[. Questo tabernacolo era di legno per facilitare il trasporto del contenuto, cioè i rotoli della Torah, in caso di spostamenti o espulsione. Man mano che gli oratori e le scole del ghetto chiudevano, i loro arredi venivano trasferiti nel tempio. Per questo vi sono custoditi candelabri, corone e pendagli che adornano i rotoli (‘atarot e tasim), indicatori a forma di dito proteso per seguire la lettura del testo sacro senza toccarlo (yad), contenitori di frutti di cedro e altri oggetti (porta etrog e rimmonim). Questi arredi presentano diverse caratteristiche artistiche che spaziano dal rocaille al rococò e sono decorati con volute, foglie, stelle a sei punte, pendagli e mani benedicenti, sbalzi cesellati e incisi che accentuano il chiaroscuro, iscrizioni in ebraico che celebrano un avvenimento o il donatore. Di solito, gli oggetti inerenti l’Arca Santa dovrebbero essere d’oro, come sancito dalla Legge Divina; nel tempio di Modena essi sono d’argento. Nel tentativo di giustificare questa discrasia, si è argomentato, quasi con una boutade, che gli oggetti d’argento siano maggiormente graditi al Signore perché più preziosi di quelli d’oro, tirando in gioco la ghematrià, ossia la divinazione cabalistica che attribuisce alle parole un significato a prima vista nascosto ma chiaro quando si fa la somma del valore numerico delle lettere che compongono la parola. “Argento” in ebraico è כסף - kèsef, scritto con le lettere kaf-20, samekh-60 e pe-80 che equivalgono alla cifra totale di 160. “Oro” è invece זהב - zahàv e le sue lettere zayn-7, he-5 e bet-2 equivalgono a 14, cifra inferiore a quella che dà la parola corrispondente ad argento.
Per l’inaugurazione del nuovo tempio modenese, il maestro ebreo padovano Vittorio Orefice musicò il salmo 47, caratterizzato da un ritmo aulico e sacrale. La traduzione del testo originale ebraico è:
Al capo dei musici, dei figli di Korah, un salmo. / O popoli tutti applaudite, inneggiate al Signore / con voce di giubilo. / Poiché l’Eterno è sommo, venerabile, Re supremo di tutta la terra. / Sottometterà il popolo a noi e le nazioni sotto i nostri piedi. / Ha scelto per noi la nostra discendenza, il vanto di Giacobbe, / che Egli ama, séla! / Venga innalzato il Signore con giubilo, al suono dello shofar. / Inneggiate al Signore, inneggiate; inneggiate al re nostro. / Poiché Re di tutta la terra è il Signore, inneggiate con maestria. / Dio regna sui popoli, il Signore siede sul Suo sacro trono. / I prìncipi dei popoli si sono radunati, / sono il popolo del Dio di Abramo, / poiché la difesa della terra è del Signore, sommamente eccelso.
Il testo venne stampato e distribuito, come accadeva anche per i sermoni pronunciati in sinagoga dai rabbini: la tipografia di Andrea Rossi era autorizzata a utilizzare i caratteri ebraici, difatti la predica del rabbino Moisè Ehrenreich tenuta nell’oratorio Usiglio (1854) fu trascritta sia in ebraico che in italiano.
Nel 1923, in occasione dei festeggiamenti per i primi cinquanta anni del tempio, il maestro modenese Ettore Orlandi, già direttore del coro e organista della sinagoga stessa, ispirandosi al salmo 122, compose Samahti (“Giubilai”) e infine l’Aschivenu (“Facci riposare”), un testo melodico da solisti che affidò al soprano veronese Rita Franco. La prima delle composizioni era un inno alla città di Gerusalemme, vera casa del Signore verso la quale gli ebrei, come le antiche tribù d’Israele, devono tornare e pregarvi per la sua pace. La seconda, invece, è una supplica rivolta al Signore affinché Egli conceda al fedele un tranquillo riposo, un’esistenza nella Sua protezione e una costante benedizione per il popolo d’Israele.
Oggi la facciata della sinagoga è ben visibile nella zona più centrale della città, ma nel passato le cose erano ben diverse. Quando fu costruito, infatti, il tempio era totalmente nascosto alla visuale dai fabbricati che sorgevano nell'area dell'attuale piazza Mazzini: questi edifici furono demoliti nel 1904. La sinagoga sorgeva in effetti al centro del ghetto degli ebrei, voluto da Francesco I d'Este nel 1638: il quartiere, dal quale gli ebrei non potevano uscire durante le ore notturne, era chiuso con due cancelli in via Blasia e in via Coltellini. Qui viveva almeno un migliaio di ebrei nel 1861, quando con l'annessione di Modena al Regno d'Italia il ghetto fu chiuso.

## Il tempio nella piazza
Con l'apertura di piazza Mazzini, la sinagoga cambia facciata (in precedenza infatti essa si trovava sul lato di Via Coltellini), e si trova ad occupare una posizione centralissima, a poche decine di metri dal palazzo comunale, dal duomo e dalla Ghirlandina. In epoca fascista la facciata fu parzialmente nascosta dalle chiome degli alberi piantati nella piazza.

## Atti di vandalismo e terrorismo
Negli ultimi 20-30 anni la sinagoga è stata oggetto di atti di vandalismo di matrice antisemita; per questo motivo è tuttora pattugliata dalle forze dell'ordine 24 ore su 24.
Nella notte tra l'11 e il 12 dicembre 2003 un cittadino giordano, nato in Kuwait, di origine palestinese, Al Khatib Muhannad Shafiq Ahma, in grave fase depressiva, si suicidò facendo esplodere la propria auto parcheggiata di fronte alla sinagoga. L'esplosione non provocò feriti e danneggiò i vetri della sinagoga e delle case circostanti.